# آرتورو دومینیچی
آرتورو دومینیچی (به ایتالیایی: Arturo Dominici) (زاده ۲ ژانویه ۱۹۱۶-درگذشته ۷ سپتامبر ۱۹۹۲) بازیگر ایتالیایی بود.
از فیلم‌های معروف او می‌توان به بازی در قاتلان ویژه، تن‌کامه، اقدام بی‌سروصدا، هفت دریا به کاله، داستان یوسف و برادرانش، زن، سکس و سوپرمن، سرتاسر طنز و مسالینا اشاره کرد.